# アカミミガメ
アカミミガメ (Trachemys scripta) は、爬虫綱カメ目ヌマガメ科アカミミガメ属に分類されるカメ。アカミミガメ属の模式種。別名ミドリガメ（幼体）。

## 分布
T. s. scripta キバラガメ
アメリカ合衆国（サウスカロライナ州、ジョージア州、ノースカロライナ州、バージニア州南東部、フロリダ州北部）。
原記載では模式標本が指定されていないが、模式標本の産地（模式産地）はチャールストン周辺（サウスカロライナ州）と考えられている。
T. s. elegans ミシシッピアカミミガメ
アメリカ合衆国（アーカンソー州、イリノイ州、インディアナ州、オクラホマ州、オハイオ州、カンザス州南東部、テキサス州、ニューメキシコ州東部、ミシガン州南部、ミシシッピ州、ミズーリ州、ルイジアナ州）、メキシコ（コアウイラ州北東部、タマウリパス州南部、ヌエボ・レオン州北部）に自然分布。
アメリカ合衆国（東部、ハワイ州）、イスラエル、イタリア、インド、インドネシア、オーストラリア、エジプト、オランダ、カナダ南部、キューバ、シンガポール、スペイン、大韓民国、中華人民共和国、日本、ベトナム、ポルトガル、マレーシア、南アフリカ共和国、メキシコ中部などに移入・定着。
T. s. troostii カンバーランドキミミガメ
アメリカ合衆国（アラバマ州北部、ケンタッキー州、テネシー州のカンバーランド川およびテネシー川上流域）
模式産地はカンバーランド川（テネシー州）。

## 形態
最大甲長28センチメートル。オスよりもメスの方が大型になる。背甲はやや扁平かややドーム状に盛りあがり、上から見ると幅広い卵形。項甲板は細長い等脚台形。第1椎甲板は縦幅と横幅が等しいか縦幅の方がわずかに長いが、第2-5椎甲板は縦幅より横幅の方が長い。椎甲板にはあまり発達しない筋状の盛りあがり（キール）があるが、老齢個体では消失する。後部縁甲板の外縁はやや鋸状に尖る。腹甲の色彩は黄色。
第十二縁甲板は分かれる。
頭部は中型。吻端はやや突出し、上顎の先端がわずかに凹む。四肢は頑丈。頭部や頸部、四肢、尾には黄色い縦縞が入る。
オスの成体は吻端がより突出し、前肢の爪が伸長し湾曲する。またオスの成体では背甲や皮膚の色彩が黒や暗褐色になり、斑紋が消失する（黒化、メラニズム）個体もいる。少なくとも亜種ミシシッピアカミミガメのメスの成体は後肢の爪が伸長する。
T. s. scripta キバラガメ
最大甲長27-28センチメートル（より大型化する可能性もあり）。背甲の色彩は濃緑色や暗黄色で、甲板ごとに黄色く太い筋模様が入る。腹甲には左右の喉甲板にのみ、1つずつ輪状の暗色斑や暗色の斑点が入る。
頭部や四肢、尾の色彩は濃緑色や暗黄色で、縦縞はやや太い。眼と鼓膜の間にアルファベットの「S」字やギリシャ文字の「Σ」字状の黄色い斑紋が入る。
T. s. elegans ミシシッピアカミミガメ
最大甲長28センチメートル。背甲の色彩は淡緑色から濃緑色で、黄色く細い複雑な筋模様が入る。腹甲には甲板ごとに大型の暗色斑が入り、斑紋が繋がる個体もいる。
頭部や四肢、尾は緑や濃緑色、灰緑色で、縦縞は非常に細い。吻端から頭頂部にかけての縦縞は他の縦縞よりも太く、赤みを帯びる個体もいる。四肢や尾の縦縞は細い。眼後部から鼓膜上部にかけて赤や赤橙色のやや太い筋模様が入る。亜種小名elegansは「優雅な」の意。
T. s. troostii カンバーランドキミミガメ
最大甲長21センチメートル。背甲は緑色や濃緑色、暗黄色で、黄色くやや細い筋模様が入る。腹甲には甲板ごとにやや小型の暗色斑が入るが、繋がることはない。
頭部や四肢、尾の色彩は緑や濃緑色、灰緑色で、縦縞は細い。吻端から頭頂部にかけての縦縞は他の縦縞よりも細い。眼後部から鼓膜上部にかけて黄色や黄橙色の筋模様がある。

## 分類
近年まで14亜種が含まれていたが、形態や生態から11亜種を独立種またはその亜種として分割し、以下の3亜種のみとする説が有力。
- Trachemys scripta elegans (Wied-Neuwied, 1839) ミシシッピアカミミガメ Red-eared slider
- Trachemys scripta troostii (Holbrook,　1836) カンバーランドキミミガメ Cumberland slider
- Trachemys scripta scripta (Schoepff, 1792) キバラガメ Yellow-bellied slider

### 品種改良（ミシシッピアカミミガメ）
- アザンティック - 黄色色素欠乏。背甲の外縁や腹甲の色彩、鼓膜上部の筋模様や縦縞が白い[4]。
- アルビノ（チロシナーゼネガティブアルビノ） - 黒色色素欠乏。全身が黄色く、瞳孔や鼓膜上部の筋模様は赤い[4]。

## 生態
流れの緩やかな河川、湖、池沼などに生息し、底質が柔らかく水生植物が繁茂し水深のある流れの緩やかな流水域や止水域を好む。日光浴を好んで行う。冬季になると冬眠（北部個体群3-5か月、南部個体群2-3か月）するが、南部個体群では冬季でも気温の高い日には活動する個体もいる。
食性は植物食傾向の強い雑食で、植物の葉、花、果実、水草、藻類、魚類、カエルおよびその幼生、水棲のヘビ、鳥類、昆虫、クモ、甲殻類、巻貝、二枚貝、カイメン、ミミズ、動物の死骸などを食べる。幼体は動物食傾向が強いが、成長に伴い植物食傾向が強くなる。
繁殖形態は卵生。周年求愛や交尾を行うが（冬眠時を除くが、冬眠しない個体群では冬季でも気温の高い日ならば交尾を行う）、主に春季と秋季に行う。水中でオスは前肢をメスの頭部の前で震わせて求愛し、メスが動きを止めると交尾する。メスは精子を数年に渡り保存する事が可能で、交尾した翌年でも保存した精子を用い卵を産む事ができる。アメリカ合衆国では4-7月に水辺の地面が露出した場所に穴を掘り、1回に2-23個の卵を12-36日の間隔を空けて年に最大5回（通常は2-3回）に分けて産む。地面が堅い場合は体内に蓄えた水を排泄し、地面を湿らせてから穴を掘る。分布域北部の個体群は年間の産卵数が少ない代わりに1回に産む卵の数が多く、南部の個体群は年間の産卵数が多い代わりに1回に産む卵の数が少ない傾向がある。卵は60-80日で孵化する。飼育下では25-25.5℃の環境下で平均93-100日、29.5-30℃の環境下で平均58-69日で孵化した例がある。発生時の温度により性別が決定（温度依存性決定）し、22.5-27℃ではオスのみ、30℃ではメスのみが産まれた例がある。北部の個体群は孵化した幼体がそのまま地中で越冬し、翌春に地表に現れることもある。
基亜種はオスが甲長10-12センチメートル（生後4-5年）、メスが甲長16-23センチメートル（生後5-8年）で性成熟する。亜種ミシシッピアカミミガメはオスが甲長10-11センチメートル（生後2-5年）、メスが甲長17-21.5センチメートル（生後5年以上）で性成熟する。

## 人間との関係
開発による生息地の破壊や、ペット用の乱獲などにより生息数は減少している。アメリカ合衆国では分布する多くの州、メキシコは国全体で、野生個体の採集は制限もしくは禁止されている。
その一方、生息地以外ではペットとして移入・定着し、生態系への影響（アメリカ合衆国内では亜種間交雑による遺伝子汚染）が懸念されている。欧州連合や大韓民国では、輸入が規制されている。
ミシシッピアカミミガメは、IUCNの世界の侵略的外来種ワースト100に選定されている。

## 日本における外来種問題
日本では2023年6月より条件付特定外来生物に指定され、3亜種すべて、野外への放出、販売目的の飼養、輸入等が禁止されている。ただしペットとして個人で飼育したり、知り合いに無償で譲り渡すことは禁止されていない。
- これまでの経緯

亜種ミシシッピアカミミガメは、1950年代から南部で養殖が始まり、1960-1970年代にかけてアメリカ合衆国内でも大量の個体が流通した。一方で不衛生な環境で飼育されたことからサルモネラ菌による感染症の原因（実際は食品や他の動物が原因の感染も含まれると考えられている）とみなされ、アメリカ合衆国ではアメリカ食品医薬品局により1975年以降は本種を含む4インチ（約10センチメートル）未満のカメの輸入や流通が規制された（教育用、実験用であれば流通可能な場合もある）。
アメリカ合衆国内で流通が規制されたため大量の個体が輸出（1960-1970年代は年あたり500万-1000万頭、1980年代以降は再び増加し年あたり300万-400万頭）されることになった。1980年代以降は日本やフランスに多く輸出され、1990年代半ばには、日本に年間100万頭輸入されていた。2006年の動物愛護法改正などにより流通量は減少したが、その後も年間10万頭前後が日本に輸入され続けていた。
流通した幼体は、「ミドリガメ」の商品名で販売され、祭りの縁日で『カメすくい』の遊びとして定番になっていった。大量に養殖され、中にはこうした種と思われる個体が流通することもある。容易に入手でき、飼料で簡単に育てることができるが、成長すると大きくなり長生きもするので、野外へと放出されることが多い。

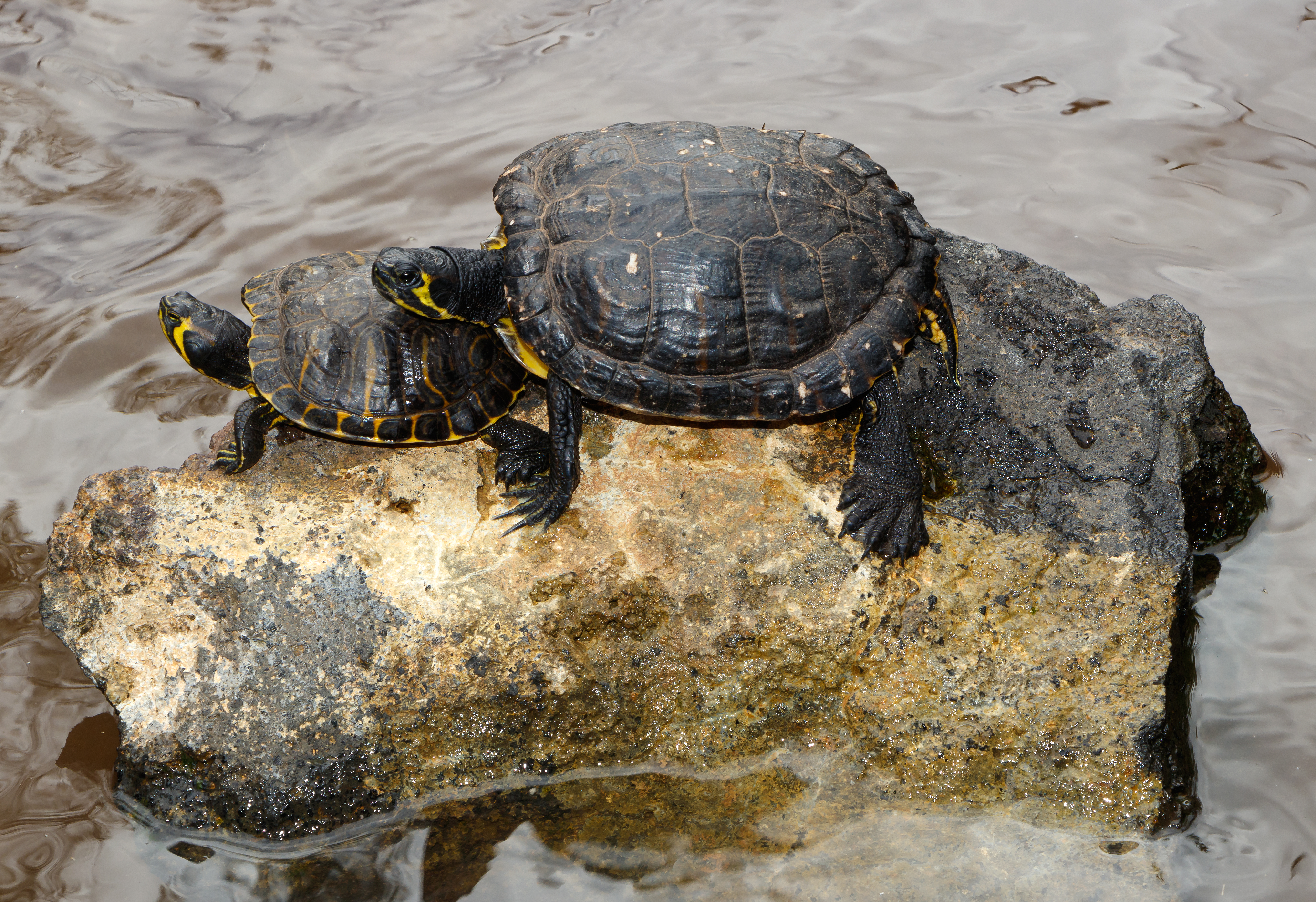
ミドリガメは日光浴場所を巡り、ニホンイシガメと競合する。

アカミミガメは在来種であるニホンイシガメと同様の環境で生育するが、ニホンイシガメよりも繁殖力が強く、生育環境を奪ってしまう。また、水草を大量に食べることで、在来の水生植物、魚類、両生類、甲殻類の生育環境を奪う。レンコンの食害や、ハスの群生の消滅との関連も指摘されている。
上記の理由で、日本では種として生態系被害防止外来種に選定されている。また、生態学会により、ミシシッピアカミミガメが日本の侵略的外来種ワースト100に選定されている。
特定外来生物に指定されることも検討されたが、指定された場合、販売業者による大量遺棄や、他種が代用として大量流通することが懸念されていた。このことを踏まえ、2022年の通常国会で成立した「特定外来生物による生態系等に係る被害の防止に関する法律の一部を改正する法律」により、アカミミガメは、「条件付特定外来生物」に指定された。2023年6月1日から、野外への放出、輸入、販売、購入、頒布等を許可なしに行うことが禁止された。

## 画像

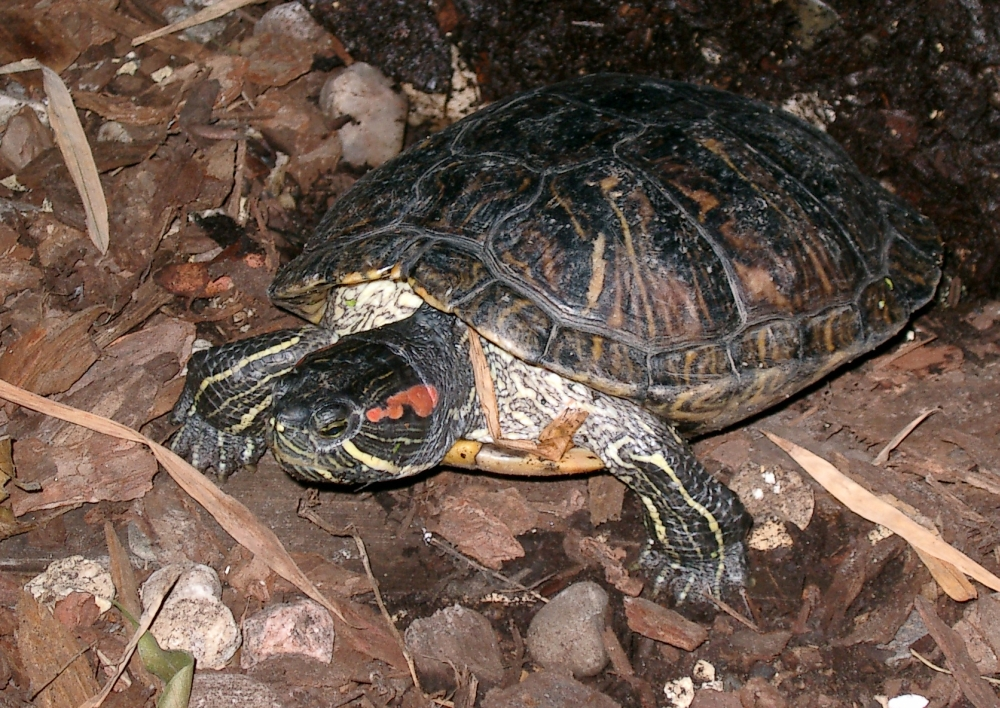
亜種ミシシッピアカミミガメ T. s. elegans
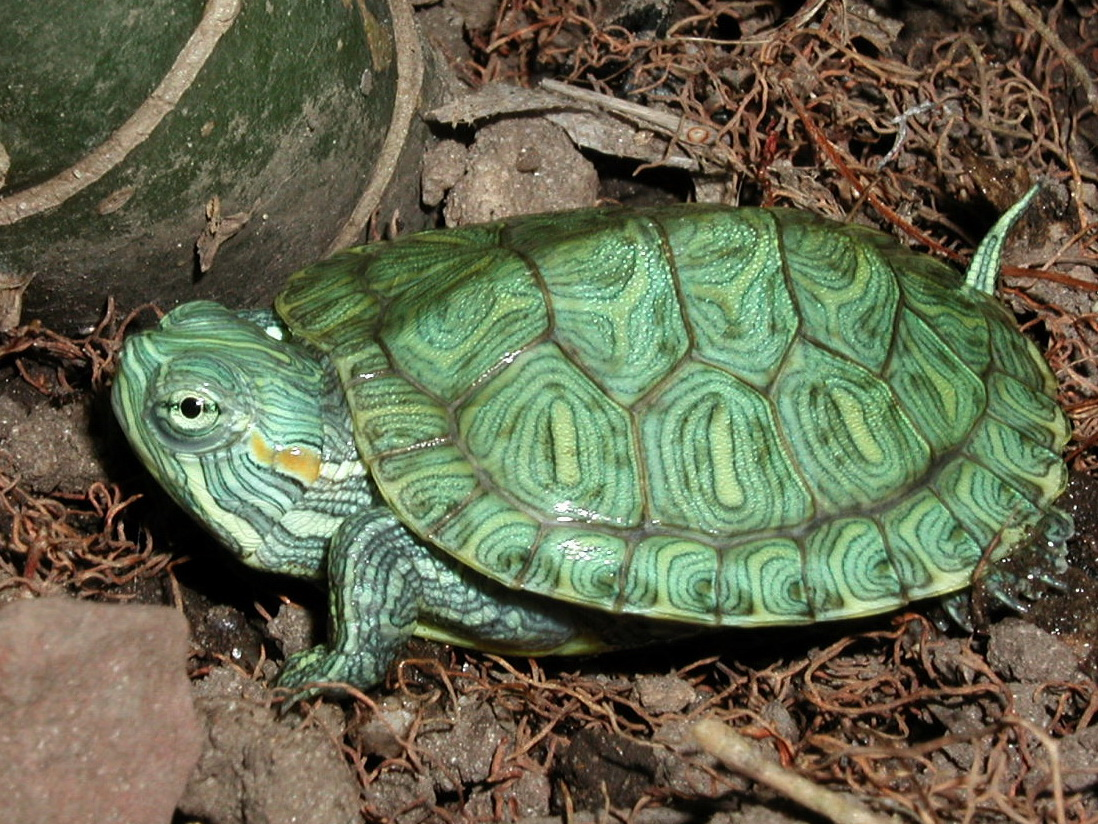
亜種ミシシッピアカミミガメの幼体
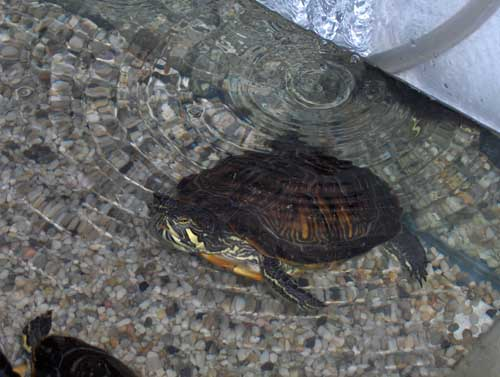
亜種カンバーランドキミミガメ T. s. troostii